# Magham
Magham est un village du Cameroun situé dans le département du Noun et la Région de l'Ouest. Il fait partie de l'arrondissement de Malentouen.

## Population
En 1967, la localité comptait 664 habitants, principalement Bamoun. Lors du recensement de 2005, on y a dénombré 751 personnes.

## Infrastructures
La localité dispose d'une école catholique.